# Frans Nicholaas Meijer
Frank Nicholas Meyer (1875-1918) fue un botánico, y explorador neerlandés, contratado por el Ministerio de Agricultura de EE. UU.; que viajó por Asia recolectando nuevas especies vegetales. Introdujo 2500 plantas a EE. UU.

## Biografía
Frans Nicholaas Meijer nació en Ámsterdam en 1875. Emigró a EE. UU. en 1901. Meyer fue contratado en 1905 por el Ministerio de Agricultura de EE. UU., a través de la Oficina de Introducciones de plantas y semillas. A través de un acuerdo entre Charles S. Sargent, director del Arboretum, y David G. Fairchild, secretario de la Oficina de Introducciones de Plantas y Semillas del USDA, Meyer enviaría al Arnold Arboretum árboles y arbustos de valor ornamental junto con las imágenes que había reunido de sus viajes. Meyer falleció ahogado, cerca de Shanghái en 1918.

## Legado
En reconocimiento a su industria, fue estructurada por sus colegas del Departamento de Agricultura de Estados Unidos, la Medalla Frank N. Meyer por Recursos Genéticos Vegetales financiando su legado al Ministerio

## Epónimos
- Citrus × meyeri: el limonero Meyer, se nombró en su honor.[2]

- La abreviatura «F.N.Meijer» se emplea para indicar a Frans Nicholaas Meijer como autoridad en la descripción y clasificación científica de los vegetales.[4]